# Khanat kazakh
1465–1847
Entités précédentes :
- Horde d'or

Entités suivantes :
- Empire russe

Le Khanat kazakh (en kazakh : Қазақ хандығы, Qazaq khandyghy ; en russe : Казахское ханство, Kazakhskoïé khanstvo; en turc : Kazak Hanlığı) était un État kazakh qui exista entre 1456 et 1718, situé approximativement sur le territoire de l'actuel Kazakhstan.

## Histoire

### Fondation et croissance
Le Khanat kazakh fut fondé entre 1456 et 1465 par Janibek Khan et Kereï Khan, sur les bords du Jetyssou (« sept rivières ») au sud-est de l'actuel Kazakhstan. La fondation du Khanat kazakh entraîna l'ethnogenèse de la nation kazakhe. La fondation du Khanat indépendant commença lorsque plusieurs tribus dirigées par les sultans Janibek et Kereï se séparèrent du Khanat ouzbek d'Abulkhair. Ils menèrent leur peuple au travers du Mogholistan et s'installèrent à l'endroit où ils  fondèrent le Khanat qui devint une sorte d'état-tampon entre ces deux pays.

#### Janibek Khan et Kereï Khan (1465-1480)

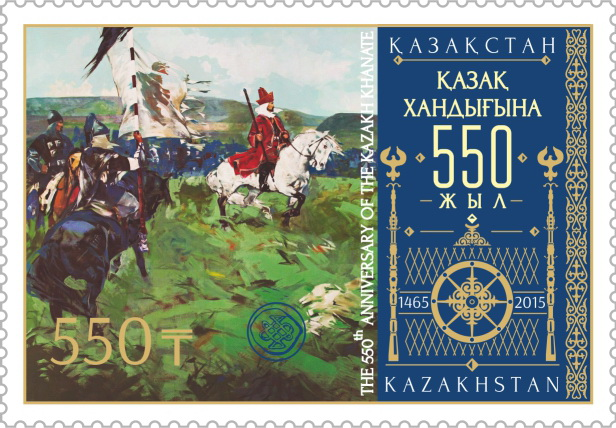
Timbre du Kazakhstan commémorant les 550 ans de la fondation du Khanat kazakh.

Bien que Janibek Khan et Kereï Khan soient considérés tous deux comme les dirigeants fondateurs du Khanat kazakh, c'est Kereï Khan qui détenait initialement le plus de pouvoir. Néanmoins, après la mort de Kereï Khan en 1470, Janibek Khan devint le seul khan. Les premières années du Khanat kazakh furent marquées par des luttes pour le contrôle de la steppe contre les Ouzbeks de Muhammad Shaybani. En 1470, les Kazakhs défirent Muhammad Shaybani à Hazrat-e Turkestan, et les Ouzbeks se retirèrent au sud de Samarcande et de Boukhara.

#### Bouryndyq Khan (1480-1511)
En 1480, le fils de Kereï Khan, Bouryndyq devint Khan des Kazakhs. Durant son règne, les Kazakhs furent capables de lever une armée de 50 000 soldats et ils se battirent souvent contre les forces de Muhammad Shaybani le long du Syr-Daria.

#### Kasym Khan (1511-1518)
Pendant le règne de Kasym Khan, fils de Janibek Khan, le Khanat étendit considérablement son territoire, de sorte que Mirza  Muhammad Haidar Dughlat écrivit plus tard, dans son Tarikh-i-Rashidi, « Kasym Khan a placé le Dasht-i-Kipchak sous son contrôle absolu, à un tel point que personne, à l'exception de Djötchi, ne l'avait réalisé avant. Son armée dépasse le millier de milliers ». Kasym Khan institua le premier code de lois kazakh en 1520, appelé « Қасым ханның қасқа жолы » (translittération de, « Qasım xannıñ qazqa jolı » — « Large voie de Kasym Khan »).

### Deux siècles de maintien

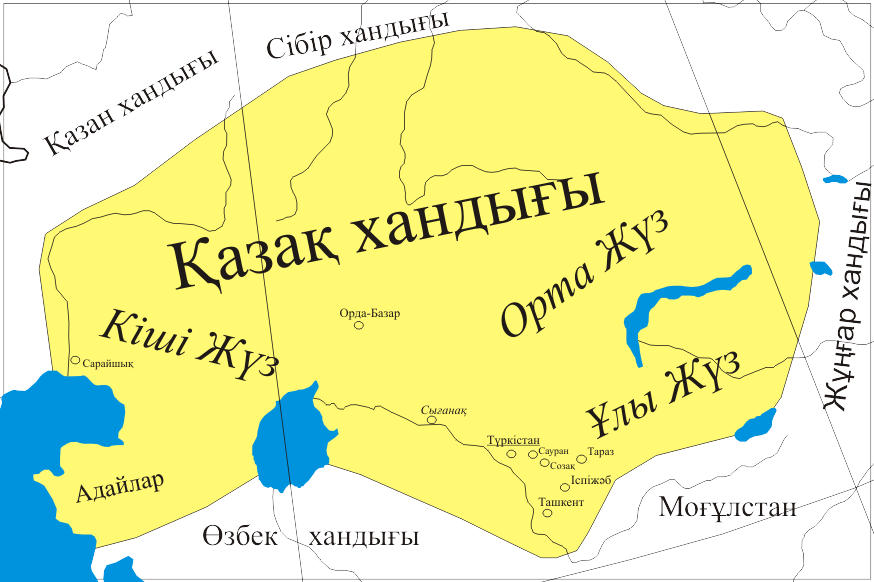
Carte du Khanat kazakh.

Ensuite se succèdent plusieurs Khans : Mamash Khan de 1518 à 1523, Taiyr Khan de 1523 à 1529, Buidash Khan de 1529 à 1533 puis Togym Khan de 1533 à 1538.

#### Khak-Nazar Khan (1537-1580)
Sous Khak-Nazar Khan, le Khanat kazakh fut en conflit sur plusieurs fronts : la Horde Nogaï à l'ouest, le Khanat de Sibir au nord, le Mogholistan à l'est et le Khanat de Boukhara au sud. Tout d'abord, Khak-Nazar Khan mena les Kazakhs lors de deux batailles majeures, l'une contre la Khanat de Boukhara à Tachkent, l'autre contre le Djaghataïde Abd ar-Rashid Khan I. En 1568, les Kazakhs battirent la Horde Nogaï sur la rivière Emba et ils atteignirent Astrakhan mais ils furent repoussés par les Russes.

#### Tauekel Khan (1586-1598)
Tauekel Khan étendit la domination du Khanat sur Tachkent, Fergana, Andijan et Samarcande. En 1598, les forces kazakhes assiégèrent Boukhara pendant 12 jours, mais le khan de Boukhara Pir-Muhammad, assisté de renforts menés par son frère Baki-Muhammad, repoussa les Kazakhs. Tauekel Khan fut blessé dans la bataille et il mourut durant la retraite vers Tachkent.

#### Esim Khan (1598-1628)
Esim Khan fit la paix avec le Khanat de Boukhara et leur rendit Samarcande. Toutefois, Boukhara continua de regretter la perte de Tachkent, et cela entraina des conflits supplémentaires. À partir de 1607, le Khanat de Boukhara lança plusieurs assauts et il est possible qu'ils aient repris Tachkent.

#### Salqam-Jangir Khan (1629-1680)
Durant le règne de Salqam-Jangir Khan, un nouveau rival puissant apparut à l'est du Khanat kazakh — le Khanat dzoungar. En 1652, le leader dzoungar, Erdeni Batur, envoya une armée de 50 000 soldats contre les Kazakhs, que les forces de Salqam-Jangir Khan défirent après une féroce bataille. Malgré cela, en 1680, Salqam-Jangir Khan lui-même mourut lors d'une bataille contre les Dzoungars.

#### Tauke Khan (1680-1718)
Sous Tauke Khan, la lutte contre les Dzoungars continua. En 1680, les Dzoungars battirent les Kazahs à Sayram, et prirent le contrôle de plusieurs villes. En 1687, les Dzoungars assiégèrent Hazrat-e Turkestan, mais ils ne purent la prendre. En 1697, Tsewang Rabtan devint le Khan des Dzoungars, et plusieurs guerres importantes eurent lieu entre les Dzoungars et les Kazakhs (1709, 1711—1712, 1714, 1718). À la mort de Tauke Khan en 1718, le khanat kazakh éclata en trois « jüzes » — la grande jüz, la moyenne jüz et la petite jüz. 
À partir de ce moment, chaque jüz eut son propre Khan.
Tauke Khan est aussi connu pour avoir réformé le code des lois kazakh, et l'avoir réédité sous le titre « Жеті Жарғі » (translittération : « Jeti Jarği » — « Sept Chartes »).

### Une éphémère réunification et la conquête par les Russes

#### Abylaï Khan (1771-1781)
Abylaï Khan fut un khan du Moyen jüz qui étendit son contrôle sur les deux autres jüz regroupant tous les Kazakhs. Avant de devenir Khan, Ablai participa aux guerres contre les Dzoungars et se révéla être un commandant et un organisateur talentueux. Durant son règne, Abylaï Khan fit de son mieux pour maintenir le Khanat kazakh aussi indépendant que possible de l'Empire russe en plein essor et de la dynastie chinoise des Qing. Il utilisa tous les moyens diplomatiques disponibles pour protéger les tribus des Chinois, Tatars et autres agresseurs Dzoungars.

#### Kenessary Khan (1841-1847)
Kenessary Khan (ou Kenessary Kassymov) fut proclamé khan des Kazakhs alors que l'Empire russe contrôlait déjà totalement le Kazakhstan, et les Kazakhs s'étaient vu interdire (par la loi russe, en 1822) de désigner leurs dirigeants. L'ascension très populaire de Kenessary Khan fut un défi au contrôle russe du Kazakhstan, et il mena des luttes continuelles contre les forces de l'Empire russe jusqu'à sa mort en 1847. Largement considéré comme un combattant de la liberté, et populaire en tant que leader d'opinion opposé aux puissantes menées agressives de l'Empire russe en pleine expansion, Kenessary fut sans pitié dans ses actions et imprévisible comme stratège. Néanmoins, vers 1846, son mouvement de résistance perdit en vigueur lorsque ses riches associés lui firent défaut au profit de l'Empire russe, s'étant fait promettre d'importantes richesses. Trahi, Kenessary Khan devint de plus en plus suspicieux à l'égard des autres membres de la Résistance, se les aliénant probablement par la suite. En 1847, le Khan des Kazakhs trouva la mort dans les terres kirghizes pendant qu'il attaquait les tribus kirghizes nordiques. Il fut exécuté par Ormon khan, le chef de la tribu sarybagysh, qui fut conséquemment remercié par les Russes au moyen d'un vaste État et d'une fonction administrative officielle mais qui resta considéré comme un traitre par de nombreuses tribus nomades. La tête de Kenessary Khan fut tranchée et envoyée aux Russes.
D'autres révoltes plus ou moins importantes se produisent tout au long du XIXe siècle et au-delà.
Depuis quelques années, Kenessary Khan est de plus en plus perçu comme un héros de la presse et de la littérature kazakhe. Ceci, toutefois, est une tendance récente datant du détachement de l'URSS. Aujourd'hui, un monument à Kenessary Khan peut être vu sur les rives de l'Ichim dans la capitale du Kazakhstan, Astana.

## Source
- (en) Cet article est partiellement ou en totalité issu de l’article de Wikipédia en anglais intitulé « Kazakh Khanate » (voir la liste des auteurs).